# Ex-Lady
Ex-Lady är en amerikansk film från 1933 i regi av Robert Florey. Manuset skrevs av David Boehm efter en ej uppförd pjäs av Edith Fitzgerald och Robert Riskin. Filmen som kom till innan produktionskoden togs i bruk i USA 1934 skildrar ett förhållande mellan ett ogift par, och otrohet på ett sätt som inte var möjligt efter att koden togs i bruk. Filmens båda huvudkaraktärer ser relativt oproblematiskt på det och straffas inte heller för sina handlingar. Filmen innehåller också flera scener med kvinnor och män i dubbelsängar, något koden i princip omöjliggjorde.

## Handling
Tecknaren Helen Bauer är en framgångsrik, glamorös och självständig kvinna i New York som har ett förhållande med Don Peterson. Hon tror inte på äktenskap och att det kommer förstöra deras relation. Men hennes föräldrar håller starkt på tradition och de gifter sig trots allt. Deras arbete sätter äktenskapet på prov vilket gör att båda inleder affärer med andra.

## Rollista
- Bette Davis - Helen Bauer
- Gene Raymond - Don Peterson
- Frank McHugh - Hugo van Hugh
- Monroe Owsley - Nick Malvyn
- Claire Dodd - Iris van Hugh
- Kay Strozzi - Peggy
- Ferdinand Gottschalk - Herbert
- Alphonse Ethier - Adolphe Bauer
- Bodil Rosing - Mrs. Bauer